# Smithsonit

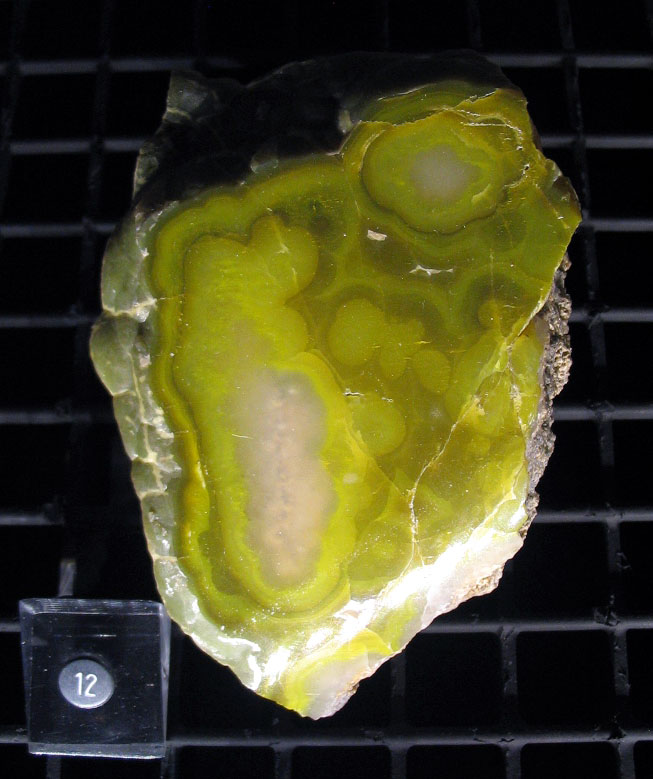
Smithsonit

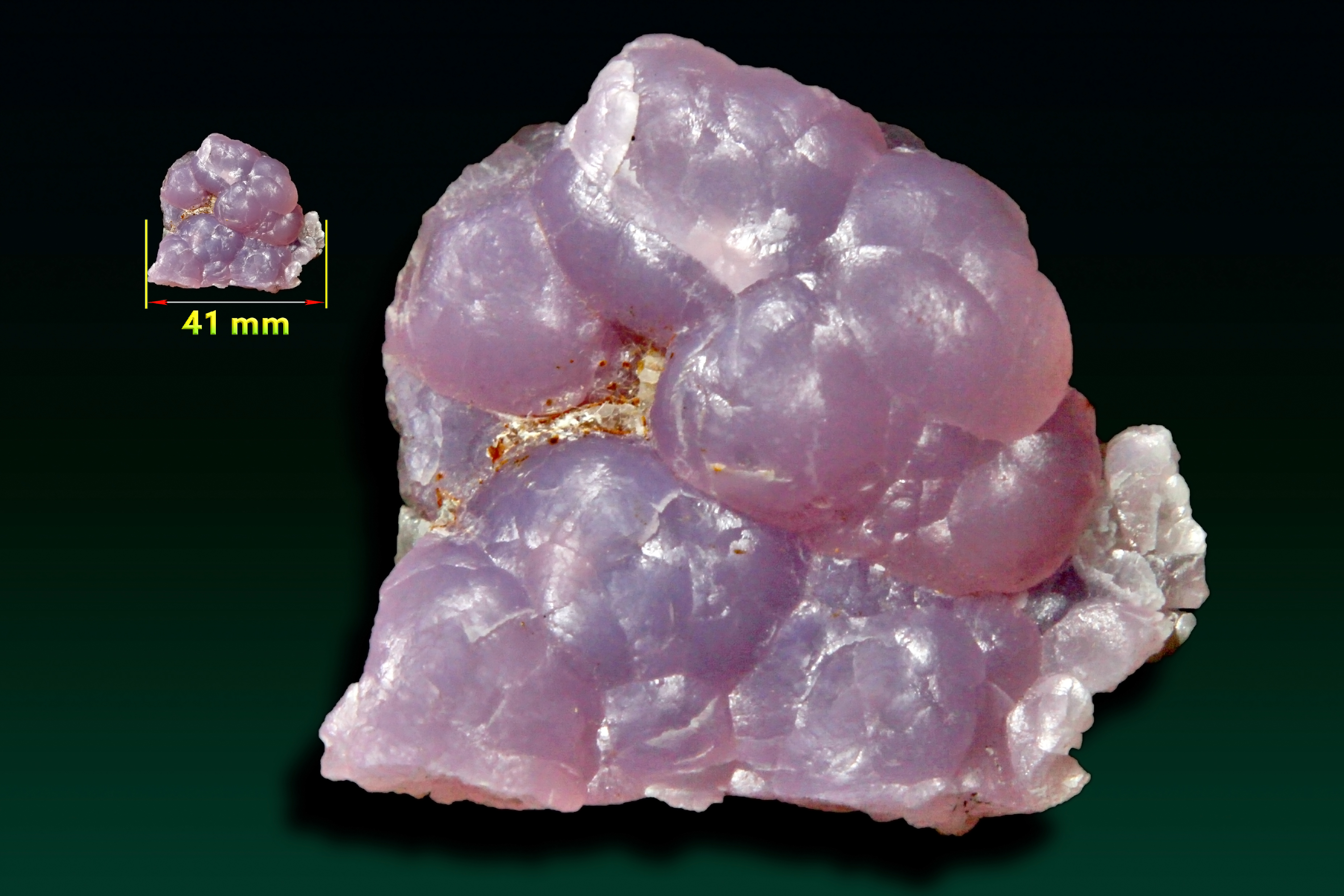
Smithsonit (Smithsonite) - kopalnia San Antonio w dystrykcie Santa Eulalia w stanie Chihuahua. Meksyk.

Smithsonit (smitsonit, daw. spat cynkowy) – minerał, z gromady węglanów. Należy do grupy minerałów pospolitych. 
Nazwany został na cześć Jamesa Smithsona (1754–1829), brytyjskiego chemika i mineraloga, założyciela Smithsonian Institution, który wyodrębnił smithsonit z kalaminu od hemimorfitu.

## Charakterystyka

### Właściwości
Bardzo rzadko tworzy kryształy o pokroju romboedrów, lub skalenoedrów. Występuje w skupieniach ziemiste, ziarniste, naciekowe, nerkowate. Jest kruchy, przezroczysty, często zawiera domieszki: FeO – monheimit, odmiana drobnoziarnista zwana jest galmanem. 

### Występowanie
Minerał hydrotermalny niskich temperatur; produkt utleniania rud cynkonośnych – głównie sfalerytu. Współwystępuje z dolomitem, wapieniami, marglami.
Miejsca występowania:
- w Stanach Zjednoczonych – (herreryt, kamień Azteków i bonamit); (Alabama, Alaska, Arizona, Arkansas, Kalifornia, Kolorado, Connecticut, Georgia, Idaho, Illinois, Iowa, Kansas, Kentucky, Maine, Maryland, Massachusetts, Michigan, Missouri, Montana, Nevada, New Hampshire, New Jersey, Nowy Meksyk, Nowy Jork, Karolina Północna, Ohio, Oklahoma, Dakota Południowa, Rhode Island, Pensylwania, Tennessee, Teksas, Utah, Wirginia, Waszyngton, Wisconsin),
- Wielkiej Brytanii (Anglia, Walia, Szkocja),
- Namibii (Tsumeb) – jedne z najwspanialszych okazów, żółte, zielone, różowe (kryształy osiągają ok. 3 cm)
- Niemczech (Badenia-Wirtembergia, Bawaria, Hesja, Saksonia, Westfalia, Nadrenia-Palatynat, Saksonia-Anhalt, Turyngia, Szlezwik-Holsztyn),
- Austrii (Karyntia, Dolna Austria, Salzburg, Tyrol),
- Meksyk – herreryt
- także w: Argentynie, Australii (Broken Hill), Belgii, Boliwii, Kanadzie, Chinach, Czechach, Grecji (Laurion), Gwatemali, Gwinei, Irlandii, Japonii (Honsiu), Kazachstanie, Meksyku, Maroku, Korei Północnej, Norwegii, Portugalii, Rosji, Serbii, RPA, Hiszpanii, Szwajcarii, Tunezji, Wietnamie, Zambii, Zimbabwe, na Słowacji, Słowenii, Węgrzech, Nowej Zelandii, we Włoszech (Monte Poni, Sardynia) – (skupienia zbite, żółte, różowe, niebieskie) i we Francji.

- W Polsce bywa spotykany na Wyżynie Śląskiej[1] – w okolicach Siewierza, Bytomia, Tarnowskich Gór, Olkusza, Chrzanowa w paragenezie ze sfalerytem, galeną, cerusytem, hemimorfitem.

### Zastosowanie
- lokalna ruda cynku,
- bardzo atrakcyjny dla kolekcjonerów,
- atrakcyjny kamień jubilerski i ozdobny – wykazują silny efekt „ognia”.